# Barkhausenov učinak
Barkhausenov učinak ili Barkhausenov magnetski efekt je naziv za šum u izlazu feromagneta, koji nastaje kada se mijenja magnetska sila primijenjena na njega. Barkhausenov učinak nastaje tijekom magnetiziranja feromagneta, a odnosi se na kretanje magnetskih (weissovih) domena pod utjecajem promjenjivog magnetskog polja. Ponašanje magnetskih domena ovisi o svojstvima mikrostrukture, kao što su veličina i orijentacija kristalnog zrna, hladna deformacija, mikrotvrdoća, zaostala naprezanja, dislokacije, nečistoće itd.

## Domene i domenski zidovi
Mjerimo li spontano magnetiziranje feromagneta ispod Curiejeve temperature, ona će biti puno manja od magnetiziranja saturacije dozvoljene danom temperaturom. To znači da nisu svi spinovi u feromagnetu orijentirani na istu stranu. Na mikroskopskoj razini jesu, no ako gledamo uzorak kao cjelinu, on se sastoji od više malih područja koja nazivamo domene. Unutar svake domene su spinovi paralelni, no magnetizacije pojedinih domena su različito orijentirane. Ova domenska struktura je karakteristična kako za monokristale i polikristale, tako i za amorfne tvari.
Domenski zid je područje promjene smjera spina od smjera magnetiziranja jedne domene do smjera magnetizacije u susjednoj domeni. Najčešći su promjena smjera spina za 180°  i promjena smjera spina za 90° domenski zidovi. Promjena smjera spina (npr. za 180°) se unutar domenskog zida ne ostvaruje na taj načina da dva susjedna atoma imaju antiparalelne spinove, jer je energetski povoljnije da se spinovi postepeno zakreću preko više atomskih ravnina. Postoje dvije vrste domenskih zidova: Blochov i Néelov. U Blochovom domenskom zidu su spinovi paralelni ravnini zida, dok u Néelovom zidu kut između spinova i ravnine zida se mijenja, a u sredini su spinovi okomiti na zid. Broj, veličina i oblik domena ovise o vrsti kristala, njegovoj veličini, obliku, iznosu energije izmjene, magnetokristalnoj energiji, te magnetizaciji saturacije.

### Magnetska histereza
Kod feromagneta je proces magnetiziranja drugačiji nego kod paramagneta i dijamagneta. Proces magnetiziranja paramagneta i dijamagneta teče tako da se spinovi svaki za sebe poravnavaju s poljem, a time i međusobno. U feromagnetima su spinovi unutar domena već poravnati, te se sad još magnetizacije domena trebaju okrenuti u smjeru polja. Postoje dva načina na koje se to odvija. U slabim poljima se domene s magnetizacijom u smjeru polja šire, pomicanjem domenskih zidova, na račun domena magnetiziranih antiparalelno polju. U jakim poljima je moguće i da se magnetizacija cijele domene skokovito promijeni, te reorijentira u smjeru polja. Krivulja ovisnosti magnetizacije o vanjskom polju se zove magnetska histereza ili histerezna krivulja. 
Ako domenski zidovi jače zapinju u dubokim energijskim minimumima, pomicanje zidova je puno teže, te se radi o tvrdom feromagnetu čija je histereza široka. U uzorcima sa složenom domenskom strukturom histereza nastaje kao produkt superpozicije opisanih reverzibilnih i ireverzibilnih pomaka svakog domenskog zida, te su na taj način izglađeni diskontinuirani skokovi magnetizacije. No, s dovoljno osjetljivim mjernim instrumentom ti diskontinuirani skokovi se mogu uočiti na ireverzibilnom dijelu histereze. To je Barkhausenov učinak ili Barkhausenov magnetski efekt.

## Primjena
Barkhausenov učinak se koristi kod kontrole bez razaranja, i kao magnetska kontrola kvalitete (MK) koristi se za otkrivanje površinskih i podpovršinskih grešaka (približno do dubine 6 mm) kod feromagnetičnih materijala. Oko vodiča kroz koji prolazi električna struja (magnetski jaram, magnetske elektrode) formira se magnetsko polje (istosmjerne ili izmjenične struje), čije silnice, po pravilu desne ruke, prolaze između ostaloga i kroz feromagnetični materijal koji se ispituje, odnosno koji je u kontaktu s magnetskim jarmom ili magnetskim elektrodama. Da bi se otkrila pukotina potrebno je da smjer silnica magnetskog polja bude što više okomito na pukotinu. Pospu li se magnetske čestice (suhe sitne čestice ili čestice pomješane s vodom, obično Fe3O4) po površini ispitivanog materijala, ako postoji pukotina okomito na smjer prolaska silnica magnetskog polja, sitne čestice će se okupiti oko pukotine.